# Volkswagen Golf II
Volkswagen Golf II — второе поколение одного из популярнейших 3- и 5-дверных хетчбэков. С конвейера сошло 6 300 987 автомобилей в различных комплектациях. Golf II выпускался не только в Германии, но и во Франции, Нидерландах, Великобритании, Испании, Австрии, Швейцарии, Югославии, Финляндии, Японии и США. Существует также внедорожная версия — Golf Country, насчитывающая 7465 экземпляров.

## Технические характеристики
В отличие от первой модели, Golf 2 оснащен радиатором, использующим антифриз G11 вместо воды.
Начиная с сентября 1983 года, Golf II производили с карбюратором Pierburg/Solex, но уже в январе 1984 года появилась модификация GTI с инжекторным двигателем. На двигатели объёмом 1,8 литра устанавливали системы механического впрыска топлива K-Jetronic и КЕ-Jetronic. Mono-Jetronic, системы относительно простого устройства с непрерывным впрыском топлива, разработанные компанией Bosch (в КЕ-Jetronic и Mono-Jetronic уже использовалась электроника), а также разработанные собственно VW системы впрыска Digijet и Digifant на двигатели объёмом 1,3 и 1,8 литра соответственно.
С августа 1983 года на Golf 2 стали устанавливаться атмосферные (JP) и турбированные (JR) дизельные двигатели объёмом 1,6 л мощностью от 54 и 70 л. с. соответственно.
С августа 1989 на Golf 2 появились также ещё два варианта турбодизелей: 1V — экодизель, оснащенный каталитическим преобразователем, мощностью 60 л. с. и SB — самый мощный из всех — 80 л. с. У SB было увеличено давление наддува и установлен подкапотный охладитель нагнетаемого воздуха — интеркулер.
На большинстве дизельных двигателей устанавливалась топливная аппаратура фирмы Bosch, включающая одноплунжерный распределительный ТНВД и форсунки. Все дизельные двигатели, устанавливаемые на Golf 2, были вихрекамерными, отличались надежностью, простотой конструкции и топливной экономичностью. Расход на 100 км колеблется в районе 6 л.
Три символа z подряд (zzz) в VIN кузова Volkswagen Golf II не обозначают оцинковку кузова.
Hа передней решётке у различных модификаций (GTi, G60, Fire and Ice, Carat и многих других) присутствует четыре фары, вместо двух. Изначально это была опция, которую мог заказать покупатель, позднее дополнительные фары входили также и в состав определённых комплектаций. В американской версии Гольфа, вместо передних круглых фар присутствуют две квадратные фары, либо прямоугольные, как у модели VW Jetta. С каждым годом дизайнеры вносили мелкие косметические изменения, так, на более новых моделях присутствуют более широкие молдинги, пластиковые накладки на колёсные арки, пластиковые пороги, линии передней решётки стали крупнее. Наиболее значительный рестайлинг модель претерпела в 1987 году, и с августа 1987 г. в продажу стали поступать автомобили 1988 модельного года, которые отличались, прежде всего меньшим количеством горизонтальных ребер решетки радиатора, цельными стеклами передних дверей и, соответственно, иным положением наружных зеркал (теперь установлены у переднего края дверей). Тогда же вместо приклеиваемых молдинги стали устанавливаться на пистонах, изменилась графика шильдиков с наименованием модели. Помимо внешних изменений, серьёзной модернизации подверглась и чисто техническая часть автомобиля, так например, изменения коснулись передней подвески, электрооборудования. Начиная с 1990 года, начались продажи VW Golf с объемными бамперами. С 1988 выпускаются полноприводные модификации Syncro.
Особого упоминания заслуживают модификации Golf, послужившие его славе «горячего хетчбэка». Начиная с января 1984 г. выпускается модификация GTI с 8-клапанным двигателем мощностью 112 л. с. (код мотора EV) и седан Jetta Mk2, в 1985 гамму расширяет легендарный GTI 16V 139 л. с. (код мотора KR), который по сей день считается самой известной модификацией Golf GTI всех годов производства. Примерно тогда же появляются версии с катализаторами, их мощности составляют 107 и 129 л. с. соответственно. В конце 80-х VW экспериментирует с механическим наддувом. В результате этого двигатель с нагнетателем G60 (160 л. с.) появляется и под капотом Golf. Практически одновременно выпускается полноприводная версия G60 Syncro. А в ознаменование раллийных побед VW Golf подготовлена к выпуску ограниченная серия из 5000 экземпляров Golf Rally, технически идентичная G60 Syncro, но с расширенными колесными арками, иной передней светотехникой, решеткой радиатора и бамперами. Наконец замыкает линейку Golf II GTI подготовленная VW Motorsport модификация Golf Limited с двигателем объёмом 1,8 л и мощностью 210 л. с. с нагнетателем G60 и 16-клапанной головкой блока цилиндров, выпущенная очень маленьким тиражом — 72 экземпляра.
Несколько особняком стоит модель Golf Country — практически самостоятельная модель, в которой кузов и агрегаты Golf Syncro установлены на раме, благодаря чему автомобиль имеет внушительный дорожный просвет, при этом, как и Syncro, располагает вискомуфтой в приводе задней оси, что обеспечивает автоматическое подключение задних колес при пробуксовке передних. Данная модификация собиралась на заводе фирмы Steyr в городе Грац (Австрия), там же производили Mercedes-Benz G-класс. Из-за высокой цены модель не нашла широкого спроса, выпущено всего 7465 штук.
Конечно же, с годами расширялся список стандартного и дополнительного оборудования. Так, в комплектацию Golf могли входить АКПП, ГУР, кондиционер, литые колесные диски, сдвижной люк с ручным или электроприводом, электроприводы стеклоподъёмников, зеркал, подогрев зеркал, бортовой компьютер (фирменное обозначение MFA), центральный замок, подсветка макияжного зеркала, омыватель фар, круиз-контроль, противотуманные фары, дополнительные фары дальнего света, полностью электронный щиток приборов, сиденья с развитой боковой поддержкой от VAG Sport или Recaro, последние могли быть с электрорегулировками, подогрев сидений, велюровая или кожаная обивка сидений, разумеется, различные варианты аудиосистем, ёмкости для мелочей в салоне. Дополняли разнообразие многочисленные варианты внутренней отделки и цвета кузова. Показания по расходу топлива: uk:Volkswagen Golf Mk2.
В 1992 году модель уступила место Golf III.
Редкие модели VW Golf II:
| Модель              | Количество |
| GTI Limited Edition | 71         |
| Dynamite            | 150        |
| Edition Blue        | 1.749      |
| Jubilé              | 3.500      |
| Rallye              | 5.000      |
| Fire and Ice        | ~7.000     |
| Edition One         | ~11.000    |

Golf Country:
| Модель               | Количество |
| Country GTI          | 50         |
| Country Allround     | 160        |
| Country — Chrompaket | 558        |
| Country              | 6.697      |

### Варианты двигателей
| Бензиновые - 1,3л, 8кл, 40 кВт / 55 лс, карбюратор 2E3 (MKB MH, 2G, HK) - 1,3л, 8кл, 40 кВт / 55 лс, инжектор Digijet (ABU) - 1,3л, 8кл, 40 кВт / 55 лс, инжектор Digijet (MKB NZ) - 1,6л, 8кл, 51 кВт / 70 лс, карбюратор Ecotronic(MKB PN) - 1,6л, 8кл, 53 кВт / 72 л. с., карбюратор 2E2 (MKB RF) - 1,6л, 8кл, 55 кВт / 75 л. с., карбюратор 2E2 (MKB EZ) - 1,8л, 8кл, 62 кВт / 84 л. с., карбюратор 2E2 (MKB RH) - 1,8л, 8кл, 66 кВт / 90 л. с., карбюратор 2E2 (MKB GU) - 1,8л, 8кл, 66 кВт / 90 л. с., моновпрыск Monojetronic (MKB RP) - 1,8л, 8кл, 66 кВт / 90 л. с., инжектор K-/KE-Jetronic (MKB GX) - 1,8л, 8кл, 72 кВт / 98 л. с., инжектор Digifant (MKB 1P) - 1,8л, 8кл, 79 кВт / 107 л. с., инжектор Digifant c катализатором (MKB PF) - 1,8л, 8кл, 82 кВт / 112 л. с., инжектор Digifant (MKB PB) - 1,8л, 16кл, 95 кВт / 129 л. с., инжектор KE-Jetronic с катализатором (MKB PL) - 1,8л, 16кл, 102 кВт / 139 л. с., инжектор K-Jetronic (MKB KR) - 1,8л, 8кл G60, 118 кВт / 160 л. с., инжектор Digifant с компрессором G60 (MKG PG) - 1,8л, 16кл G60, 154 кВт / 210 л. с., инжектор Digifant с компрессором G60 (MKB 3G) - 1,8л, 8кл, 82 кВт / 112 л. с., инжектор K-Jetronic (EV) - 2,0л, 16кл, 100 кВт / 136 л. с., инжектор KE-Motronic (MKB 9A) | Дизельные - 1,6л, 8кл, 40 кВт / 50 л. с., дизельный (MKB JP) - 1,6л, 8кл, 44 кВт / 60 л. с., турбодизель с катализатором (MKB 1V) - 1,6л, 8кл, 51 кВт / 70 л. с., турбодизель (MKB JR) - 1,6л, 8кл, 59 кВт / 80 л. с., турбодизель (MKB SB, RA) |

## Фотографии

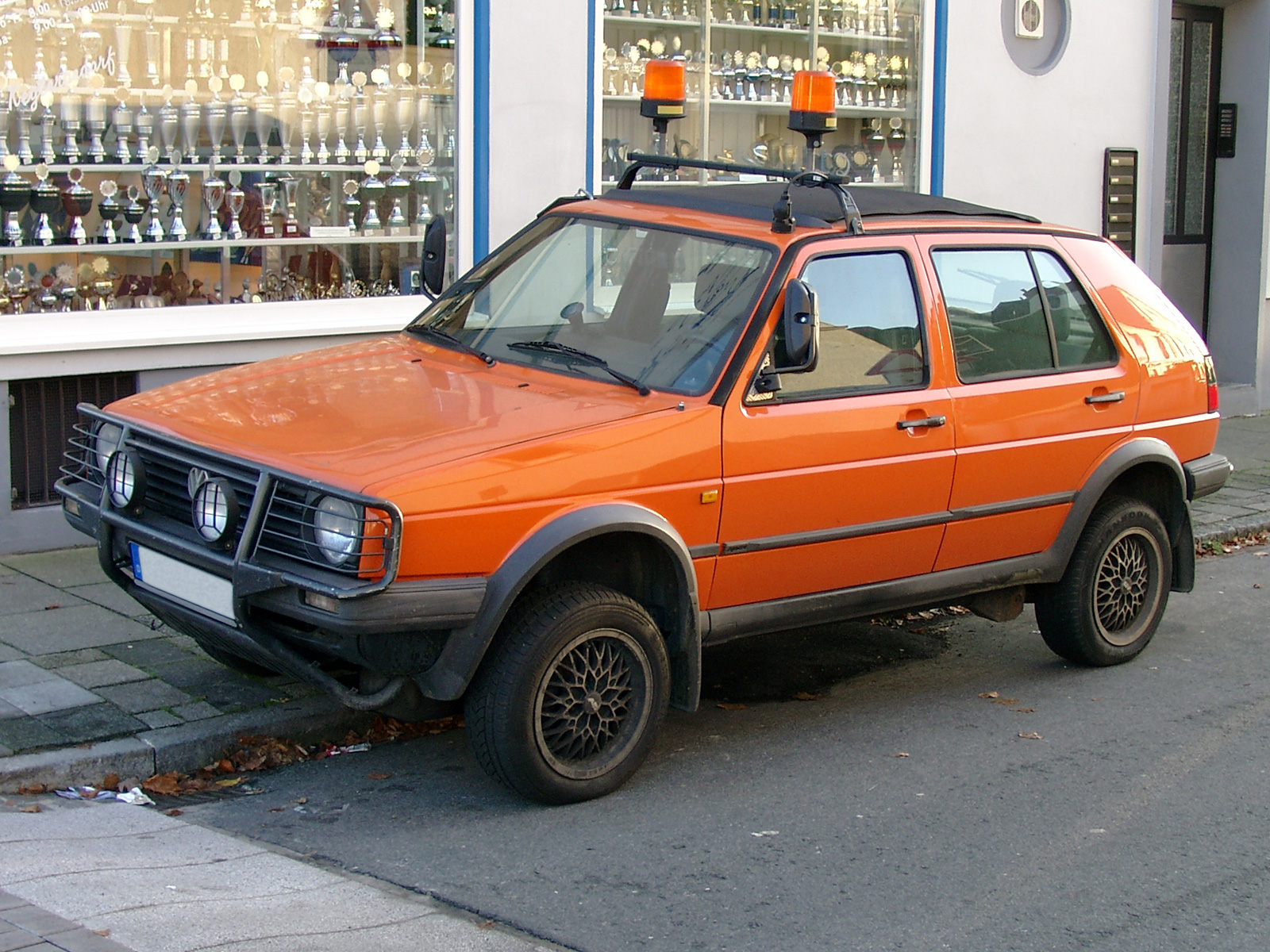
VW Golf Country
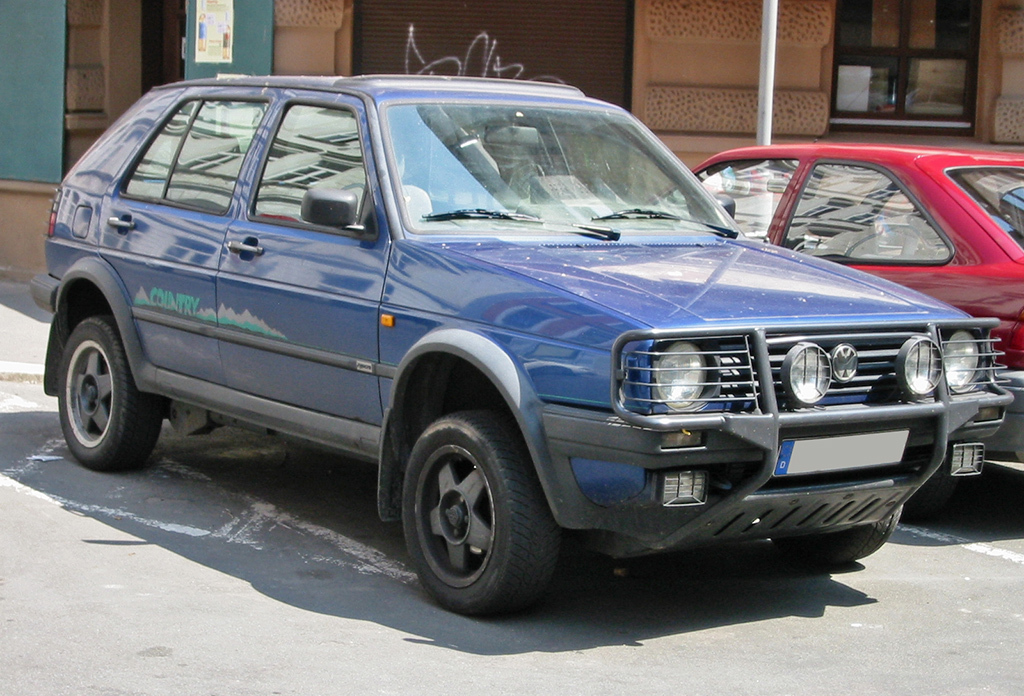
VW Golf Country (вид спереди)
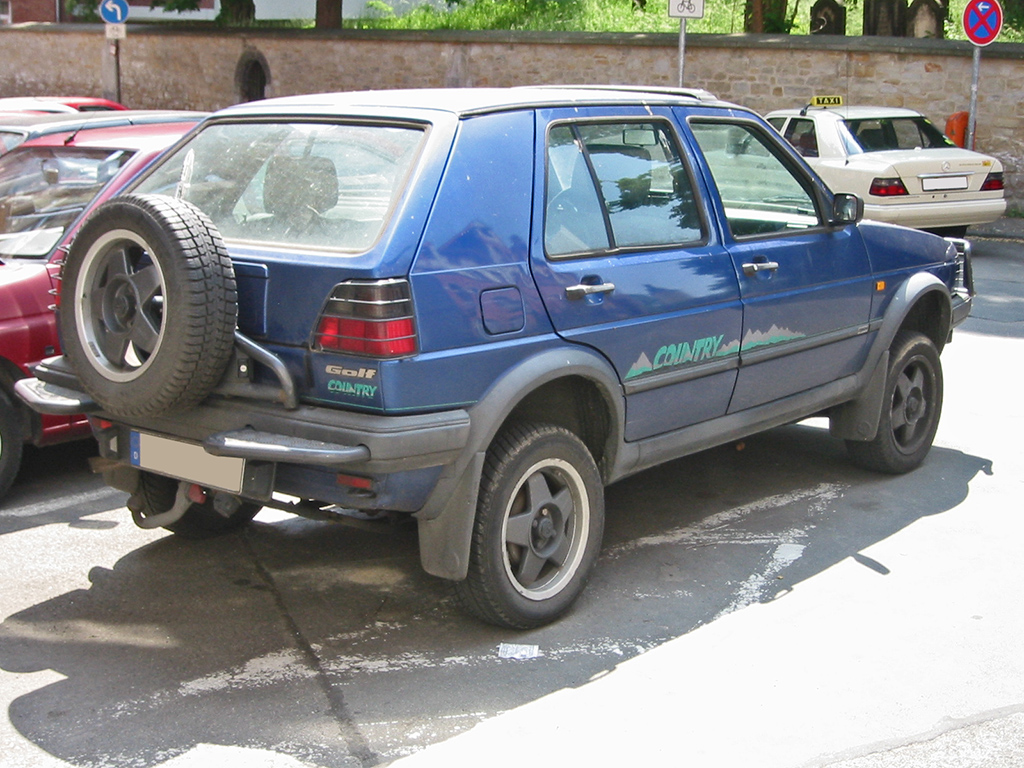
VW Golf Country (вид сзади)
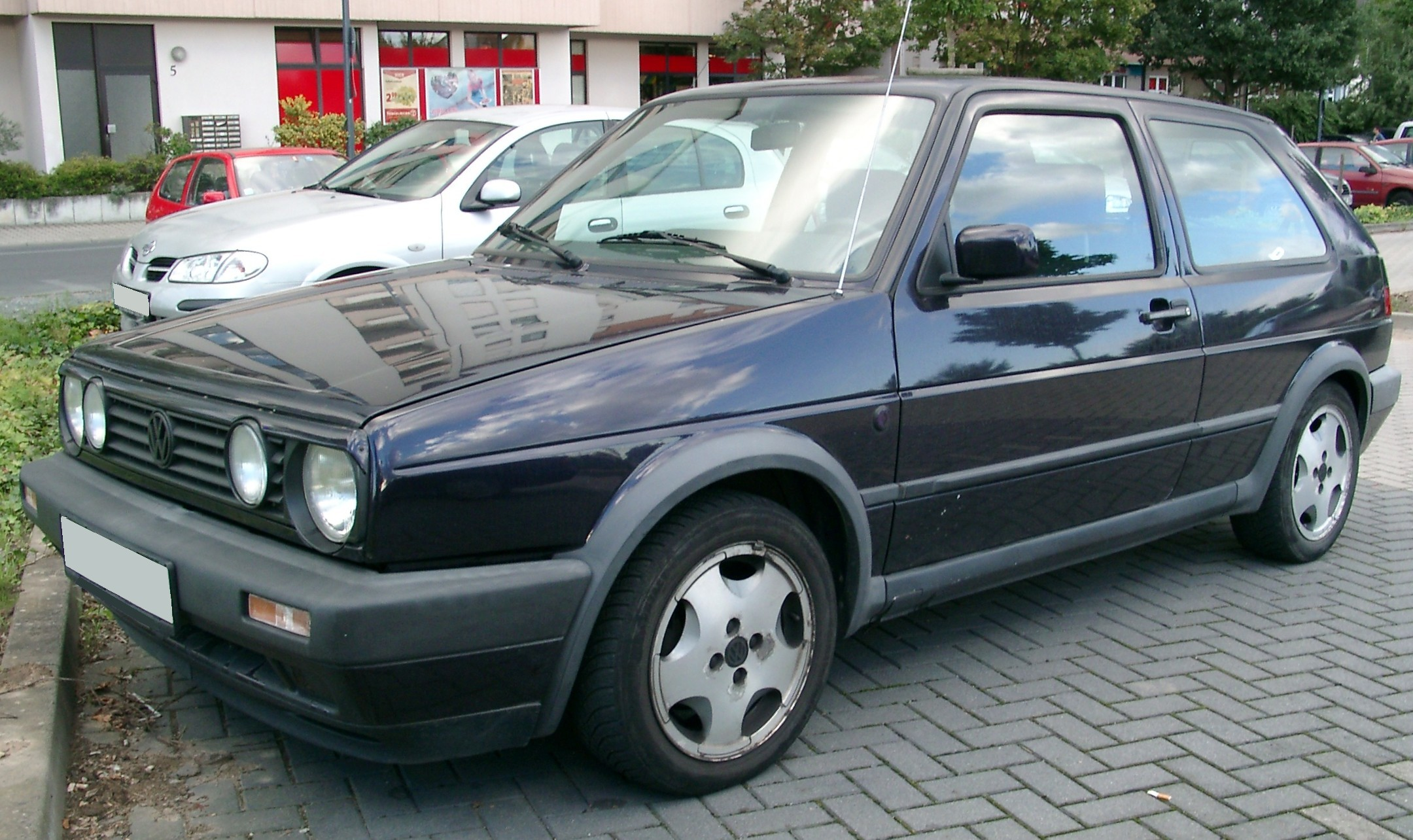
VW Golf Fire and Ice (вид спереди)
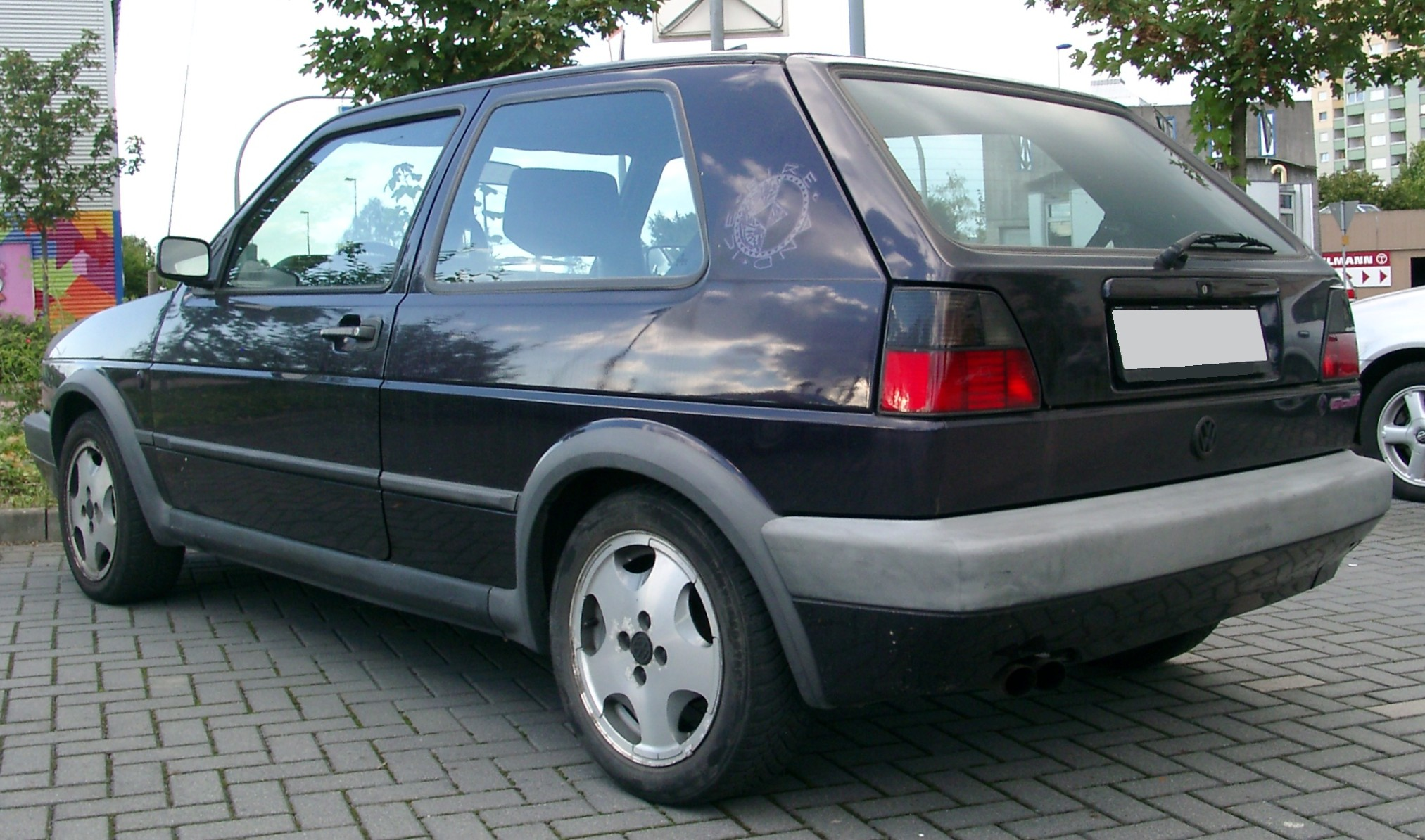
VW Golf Fire and Ice (вид сзади)
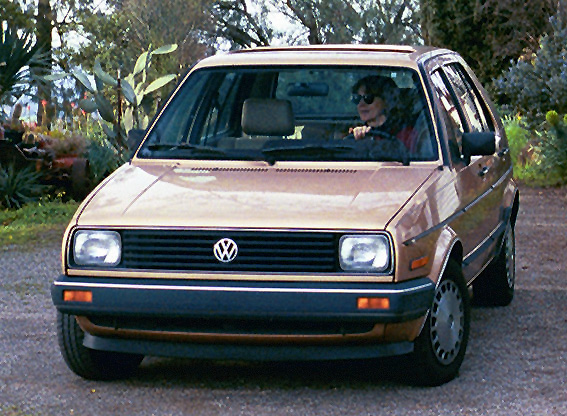
US Golf
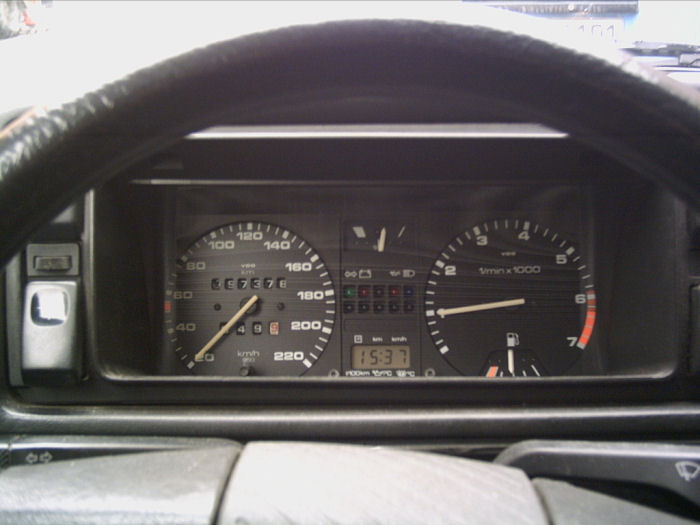
Комбинация приборов VW Golf II люкс